# Morteza Gholi Bayat
Pour les articles homonymes, voir Bayat (homonymie).
Morteza Gholi Bayat (en persan : مرتضی‌قلی بیات), né en 1887 à Arak, en Iran et mort en 1955 à Téhéran, a été Premier ministre d'Iran du 25 novembre 1944 au 13 mai 1945.
La visite de Charles de Gaulle en Iran prend place pendant son mandat. Lors de la présence des Alliés en Iran, Téhéran déclare également la guerre au Japon pendant son mandat.